# Immanuel Friedrich Otto
Immanuel Friedrich Otto (* 22. Januar 1791 in Stuttgart; † 2. Mai 1875 in Nürtingen) war ein deutscher Textilindustrieller.

## Leben
Der Sohn des Stuttgarter Kaufmanns und Ratsverwandten, Gottlieb Friedrich Otto (1738–1795), erlernte den väterlichen Beruf. Seine Familie entstammte einem Ulmer Geschlecht. Zu seinen Vorfahren zählte der Arzt Johann Sebastian Otto (1634–1694), der in der Zeit um 1650 nach Stuttgart gezogen war. 
Immanuel Friedrich Otto trat 1806 als Lehrling in die Türkischrotfärberei Palm & Varnbühler in Berg bei Stuttgart ein. Die Firma begann kurz darauf auch mit dem Spinnen von Baumwolle. Nach Abschluss seiner Lehrzeit stieg Otto schnell zum Prokuristen auf. 1813 verließ er die Firma zur Ableistung des Militärdienstes. 1814 kam er nach Nürtingen. Dort hatte 1812 die Firma Authenrieth, Frank & Cie. ein Grundstück von der Stadt gekauft und die Konzession zum Ausbau einer Wasserkraft und die Erlaubnis zum Bau einer Baumwollspinnerei erhalten. Am 29. Dezember 1814 erwarb Immanuel Friedrich Otto den unvollendeten Bau. Er gründete eine Garnhandlung, die anfangs seine Haupttätigkeit wurde. Nach Fertigstellung der Fabrik begann er 1815 mit einer Türkischrotfärberei. 1816 ging dann eine der ersten Baumwollspinnereien in Württemberg in Betrieb. 
Der Nürtinger Apotheker Heinrich Siegle erhielt durch die Otto'sche Färberei die Anregung zur Gründung einer Farbenfabrik. Dessen Sohn Gustav Siegle führte seit 1863 die Farbenfabrik G. Siegle & Co. Mit der Einbringung in die Badische Anilin- und Soda-Fabrik (BASF) erlangte die Firma von Gustav Siegle Weltgeltung.
Im Oktober 1817 heiratete Immanuel Friedrich Otto die Friederike Regine Rommel. Ihre Kinder waren Heinrich Gotthold Otto (1820–1906), der 1844 die Fabrik übertragen bekam, der spätere Kaufmann Karl (1818–1905), dem der Garnhandel übertragen wurde, der Apotheker Hermann Ernst Otto (1838–1925), Sophie Wilhelmine Justine Otto (⚭1. Apotheker Carl Friedrich Beck; ⚭2. dessen Angestellten  Friedrich Mörike † 1908).